# Thomas John Curry
Thomas John Curry (* 17. Januar 1943 in Drumgoon, Irland) ist ein US-amerikanischer Geistlicher und emeritierter römisch-katholischer Weihbischof in Los Angeles.

## Leben
Thomas John Curry empfing am 17. Juni 1967 das Sakrament der Priesterweihe für das Erzbistum Los Angeles.
Am 8. Februar 1994 ernannte ihn Papst Johannes Paul II. zum Titularbischof von Ceanannus Mór und bestellte ihn zum Weihbischof in Los Angeles. Der Erzbischof von Los Angeles, Roger Michael Kardinal Mahony, spendete ihm am 19. März desselben Jahres die Bischofsweihe; Mitkonsekratoren waren die Weihbischöfe in Los Angeles, John James Ward und Armando Xavier Ochoa.
Papst Franziskus nahm am 3. April 2018 seinen altersbedingten Rücktritt an.
Curry ist Großoffizier im Ritterorden vom Heiligen Grab zu Jerusalem.